# Paraminota minuta
Paraminota minuta es una especie de insecto coleóptero de la familia Chrysomelidae. Fue descrita científicamente en 1990 por Medvedev.